# Argema rieli
Argema rieli är en fjärilsart som beskrevs av Testout. 1942. Argema rieli ingår i släktet Argema och familjen påfågelsspinnare. Inga underarter finns listade i Catalogue of Life.